# Cyathea leucolepis
Cyathea leucolepis är en ormbunkeart som beskrevs av Georg Heinrich Mettenius. Cyathea leucolepis ingår i släktet Cyathea och familjen Cyatheaceae. Inga underarter finns listade.